# Somali (torpilleur)
Pour les articles homonymes, voir Somali (homonymie).
Le Somali était un torpilleur français faisant partie d'une douzaine de navires de la classe Arabe construits pour la marine française par les chantiers navals Kawasaki au Japon pendant la Première Guerre mondiale.

## Conception et description
Le Somali était un des douze torpilleurs de la classe Arabe équivalent du type Kaba japonais. Il avait une longueur totale de 82,26 mètres, une longueur entre perpendiculaires de 79,4 mètres, une largeur de 7,33 mètres (maître-bau), et un tirant d'eau de 2,39 mètres. Ces navires avaient un déplacement de 685 tonnes à charge normale. Le navires de cette classes étaient propulsés par trois moteurs à vapeur verticaux à triple expansion, chacun entraînant un arbre d'hélice, utilisant la vapeur fournie par quatre chaudières à combustion mixte de type Kampon Yarrow. Les moteurs ont été conçus pour produire 10000 hp (7400 kW; 9900 shp), qui propulseraient les navires à 29 nœuds. Au cours de leurs essais en mer, la classe Arabe a atteint une vitesse de 29.16 à 30.44 noeuds. Les navires transportaient suffisamment de charbon et de mazout pour une autonomie de 2000 miles marins à la vitesse de croisière de 12 nœuds. Leur équipage était composé de 5 officiers et 104 matelots,.
L'armement principal des navires de la classe Arabe était un canon unique de Type 41 de 120 millimètres, monté avant le pont sur le gaillard d'avant. L'armement secondaire se composait de quatre canons de 76 millimètres de Type 41 dans des montures simples; deux d'entre eux étaient positionnés au niveau de l'entonnoir central et les autres étaient sur la ligne médiane plus à l'arrière. L'un de ces derniers canons était monté sur un support à angle élevé et servait de canon anti-aérien. Les navires transportaient deux tubes lance-torpilles jumelés de 450 millimètres au-dessus de l'eau. En 1917-18, un rack pour huit grenades sous-marines de 75 kilogrammes ont  été ajoutées.

## Construction et carrière
Le Somali a été commandé au chantier Kawasaki Dockyard Co. Sa quille a été posée dans son chantier naval de Kobe. Le navire a été lancé le 21 juillet et achevé le 8 novembre de la même année.
Le jeudi 14 mars 1929, en baie de Quiberon, le Somali participait à un exercice de la 2e flottille de torpilleurs du capitaine de vaisseau Bongrain. Lors du dernier tir de l'exercice, un accident sur le canon de 120 tue les deux servants de la pièce. Leurs funérailles se sont déroulées à Lorient le samedi 17 mars 1929 en présence du capitaine de corvette Barbier (commandant du Somali), du vice-amiral Violette (chef d'état-major général de la marine et représentant le ministre), de l'ingénieur général Crémieux (directeur central de l'artillerie navale), du contre-amiral Le D'O (commandant la 2e escadre légère), du contre-amiral Audouard (commandant la marine à Lorient), de M. Svob (maire de Lorient),.
Le Somali a été désaffecté le 27 août 1935 et par la suite démantelé pour la ferraille.